# Asylgesetz (Deutschland)
Das Asylgesetz (AsylG, Bezeichnung bis 2015: Asylverfahrensgesetz [AsylVfG]) regelt das Asylverfahren in der Bundesrepublik Deutschland.

## Gesetzesgeschichte
Ursprünglich war das Gesetz als reines Verfahrensgesetz ausgestaltet, mit dem das Verwaltungsverfahren zur Erlangung politischen Asyls im Sinne des Art. 16a Abs. 1 GG geregelt wurde. § 3 der Urfassung des Jahres 1992 bestimmte zusätzlich, dass ein Ausländer Flüchtling im Sinne der Genfer Flüchtlingskonvention ist, wenn das Bundesamt oder ein Gericht unanfechtbar festgestellt hat, dass ihm in dem Staat, dessen Staatsangehörigkeit er besitzt oder in dem er als Staatenloser seinen gewöhnlichen Aufenthalt hatte, zwar keine politische Verfolgung, aber die in § 51 Abs. 1 des Ausländergesetzes bezeichneten sonstigen Gefahren drohen. Die in § 51 AuslG enthaltenen Flüchtlingsmerkmale gingen damit schon 1990 über die verfassungsrechtlichen Verbürgungen des Asylgrundrechts hinaus, in der juristischen Umgangssprache auch kleines Asyl genannt.
Mit dem Gesetz zur Umsetzung der Richtlinie 2011/95/EU wurden in das Asylgesetz im August 2013 erstmals materiell-rechtliche Teile der Vorgaben der Asylpolitik der Europäischen Union aus der Richtlinie 2011/95/EU aufgenommen. Diese betreffen den durch die Richtlinie neu geschaffenen internationalen Schutz, der den Flüchtlingsbegriff  im Sinne der Genfer Flüchtlingskonvention und die subsidiären Schutzformen umfasst (§ 3 Abs. 1, Abs. 4, § 4 Abs. 1 AsylG). Entsprechende Regelungen wurden zeitgleich im Aufenthaltsgesetz, dem 2005 in Kraft getretenen Nachfolger des Ausländergesetzes 1990, gestrichen. Als materielles Flüchtlingsrecht im AufenthG verblieben sind nur noch die sog. nationalen Abschiebungsverbote des § 60 Abs. 5 und 7 AufenthG. Diese Bestimmungen und das Asylgesetz bilden heute mit Art. 16a GG den wesentlichen Teil des materiellen Flüchtlingsrechts. Zugleich regelt das Gesetz weiterhin für alle Schutzformen das Anerkennungsverfahren.
Durch Art. 1 Nr. 1 des Asylverfahrensbeschleunigungsgesetzes erhielt das Gesetz mit Wirkung vom 24. Oktober 2015 seine heutige Bezeichnung.

## Regelungen zum Asylverfahren
In Deutschland hat das Recht auf Asyl Verfassungsrang; es ist in Artikel 16a des Grundgesetzes festgeschrieben; bis zum Asylkompromiss von 1993 war es in Artikel 16 des Grundgesetzes verankert gewesen.
Das Asylverfahren beginnt mit einem Asylantrag, der in einer Außenstelle des Bundesamts für Migration und Flüchtlinge (BAMF) zu stellen ist. Im Rahmen des Asylverfahrens prüft das Bundesamt sodann, ob der Antragsteller Asylberechtigter im Sinne des Art. 16a Abs. 1 Grundgesetz ist und ob ihm internationaler Schutz im Sinne von § 1 Abs. 1 Nr. 2 AsylG zuzuerkennen ist. Der internationale Schutz setzt sich hierbei zusammen aus der Flüchtlingseigenschaft im Sinne des § 3 Abs. 1 AsylG, die sich mit dem Flüchtlingsbegriff nach dem internationalen Abkommen über die Rechtsstellung der Flüchtlinge (GFK) deckt, sowie dem subsidiären Schutz im Sinne der Richtlinie 2011/95/EU (§ 4 Abs. 1 AsylG).
Werden Asylberechtigung, Flüchtlingseigenschaft und subsidiärer Schutz verneint, prüft das Bundesamt, ob Abschiebungsverbote nach den Absätzen 5 und 7 des § 60 Aufenthaltsgesetzes vorliegen (§ 24 Abs. 2 AsylG). Werden auch diese Abschiebungsverbote verneint und ist der Ausländer nicht im Besitz eines anderen Aufenthaltstitels, erlässt das Bundesamt mit seinem Ablehnungsbescheid zugleich eine Abschiebungsandrohung.
Stellt das Bundesamt für Migration und Flüchtlinge fest, dass die Bundesrepublik nach der Dublin-III-Verordnung (seit 2013; zuvor Dubliner Übereinkommen und Dublin-II-Verordnung) nicht für das Asylverfahren des Antragstellers zuständig ist, beendet es das Asylverfahren in der Bundesrepublik, indem es den Asylantrag für unzulässig erklärt und ordnet die Abschiebung des Betroffenen nach § 34a Abs. 1 AsylG in den zuständigen Staat an. Aufgrund der Änderung vom 28. August 2013 (Dublin III) haben Personen, die im Rahmen des Dublin-Verfahrens in einen anderen europäischen Staat überstellt werden sollen, auf Basis des geänderten § 34a Abs. 2 AsylG eine Woche Frist, einen Antrag gegen diese Abschiebungsanordnung zu stellen. Diese Änderung gilt seit dem 6. September 2013.
Eine Verteilung der Asylbewerber auf die Bundesländer erfolgt nach dem Königsteiner Schlüssel. Asylbewerber dürfen ein definiertes Gebiet nicht ohne schriftliche Erlaubnis verlassen – je nach landesgesetzlicher Regelung ist dies der Regierungsbezirk, in dem sie untergebracht sind oder das Bundesland (Residenzpflicht).
Das Asylgesetz bestimmt auch, unter welchen Voraussetzungen ein einmal abgelehnter Asylantrag wieder aufgenommen werden kann (Folgeantrag, § 71 AsylG) oder wann eine früher ausgesprochene Anerkennung erlischt, zu widerrufen bzw. zurückzunehmen ist (§ 72 und § 73 AsylG).
Im Zuge der Flüchtlingskrise in Europa 2015 wurde das Asylgesetz verschärft. So sind beispielsweise schnellere Abschiebungen von abgelehnten Asylbewerbern möglich (z. B. § 36 Abs. 3 AsylG). Auch sollen Asylbewerber in Zukunft Sachleistungen statt Geld bekommen (z. B. § 1a Abs. 2 AsylbLG). Mit Stand von 2022 erhalten nach vielen Änderungen des Asylrechts wird nur noch weniger als 1 Prozent der Asylsuchenden auf Basis des Art. 16a GG Asyl gewährt. Stattdessen kommen die Genfer Flüchtlingskonvention und das EU-Recht zum Tragen.

## Rechtsschutz
Gegen ablehnende Entscheidungen des Bundesamts für Migration und Flüchtlinge ist der Verwaltungsrechtsweg eröffnet. Das Asylgesetz formuliert jedoch spezielle Regelungen, die der Verwaltungsgerichtsordnung (VwGO) vorgehen. Insbesondere die Regelung der Rechtsmittelfrist und die Rechtsmittelbeschränkungen weichen zu Lasten der Asylbewerber von der VwGO ab. Das Flughafenverfahren (§ 18a AsylG) etwa kennt eine Rechtsmittelfrist von drei Tagen. Gerichtsbeschlüsse in Eilverfahren sind – anders als im allgemeinen Verwaltungsprozess – nicht durch Rechtsmittel angreifbar. Auch die Gründe, aus denen eine Berufung gegen ein Urteil zuzulassen ist, sind nach dem Asylgesetz in besonderer Weise beschränkt.

## Straf- und Bußgeldvorschriften
Mit den Strafvorschriften in § 84, § 84a und § 85 AsylG gehört das Gesetz zum Nebenstrafrecht. Es wird die Verleitung zur missbräuchlichen Asylantragsstellung durch Dritte und der Aufenthalt des Asylbewerbers in einem anderen Landkreis als dem von der zuständigen Behörde zugewiesenen Landkreis als Verstoß gegen die Residenzpflicht unter Strafe gestellt.